# Melani García
Melani García Gaspar (L'Eliana, 10 giugno 2007) è una cantante spagnola.
Ha raggiunto il successo grazie alla vittoria alla quarta edizione di La Voz Kids. Ha successivamente rappresentato la Spagna al Junior Eurovision Song Contest 2019 con il brano Marte.

## Biografia
Originaria della Comunità Valenciana, è salita alla ribalta nel 2018, quando ha preso parte alla quarta edizione del talent show spagnolo La Voz Kids su Telecinco. La sua esibizione di O mio babbino caro di Florence Easton, presentata all'audizione le ha fruttato l'approvazione di tutti e tre i giudici, ed è entrata nel team di Melendi. García accede ai Live, fino ad arrivare alla finale, dove viene proclamata vincitrice del programma.
Nell'estate dello stesso anno ha pubblicato il suo singolo di debutto Vivo por ella, versione spagnola del brano Vivo per lei di Andrea Bocelli; seguito poi dal secondo singolo 'O sole mio, pubblicato l'anno seguente. 

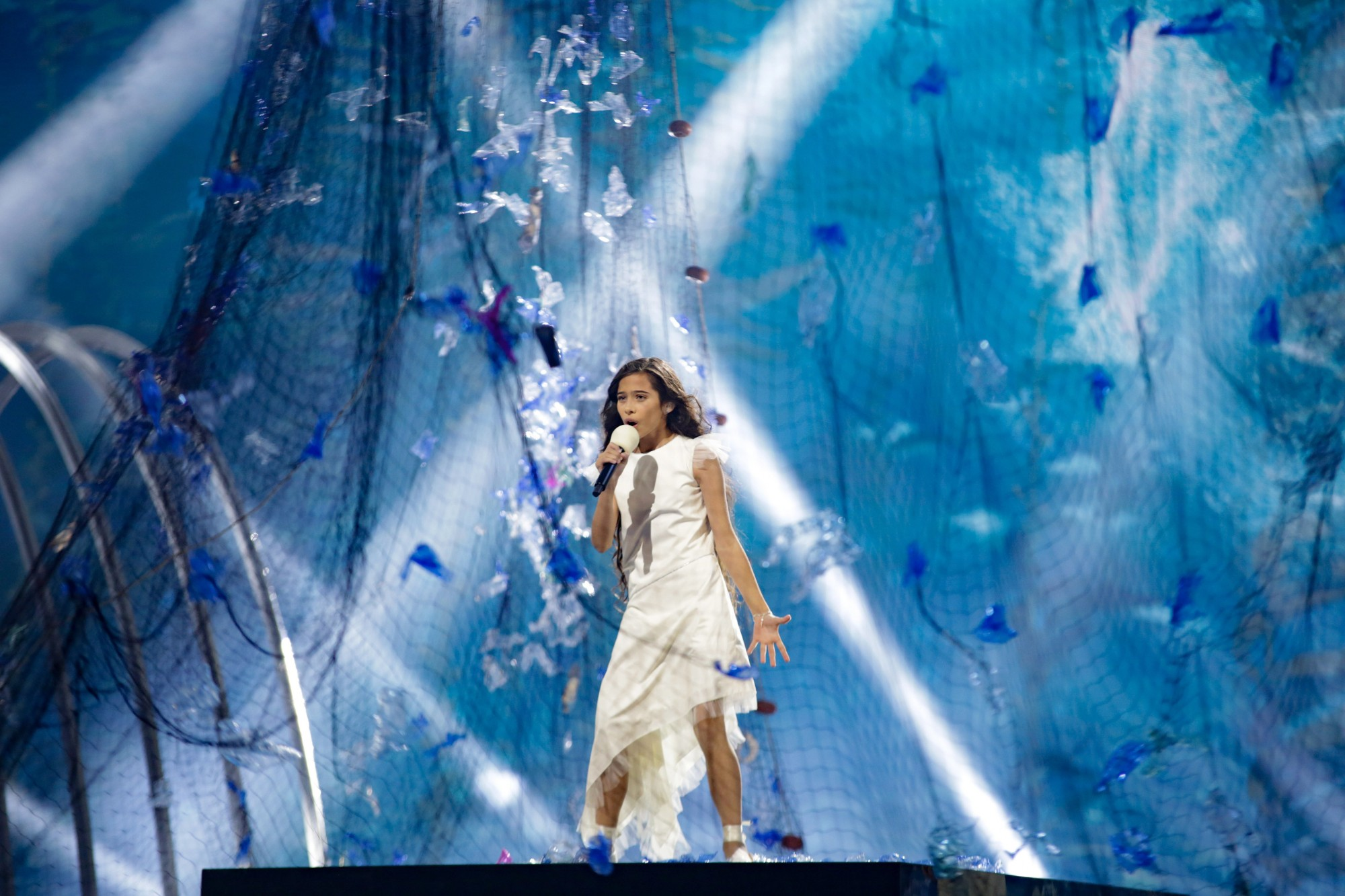
Melani García mentre si esibisce sulle note di Marte durante il Junior Eurovision Song Contest 2019

Il 24 luglio 2019, García è stata selezionata dall'emittente televisiva RTVE per rappresentare la Spagna al Junior Eurovision Song Contest 2019 a Gliwice, per la prima volta dopo la sua ultima partecipazione nel 2006. Il suo brano eurovisivo Marte, scritto da Pablo Mora e Manu Chalud, è stato presentato il 4 ottobre 2019. La competizione si è tenuta il successivo 24 novembre nella Gliwice Arena, dove si è classificata al terzo posto nella classifica finale, piazzandosi terza nel voto delle giurie e seconda nel televoto. 
Nel 2022 ha partecipato al festival musicale per ragazzi creato da Dimaş Qūdaibergen, il Baqıttı Bala ad Almaty, Kazakistan, che ha visto la partecipazione di artisti kazaki ed internazionali, oltre ad aver funto anche come metodo di selezione kazako per il Junior Eurovision Song Contest 2022. García è passata alla fase finale del festival, dove si è classificata seconda.
Il 12 settembre 2024 è stata annunciata come una dei tre presentatori del Junior Eurovision Song Contest 2024 di Madrid insieme alla cantate Ruth Lorenzo e all'attore Marc Clotet.

## Discografia

### Singoli
- 2018 – Vivo por ella
- 2019 – 'O sole mio
- 2019 – Marte
- 2020 – Grita conmigo
- 2020 – Adiós
- 2021 – Singing Alone (con Aubrey Miller)
- 2021 – Star Dance
- 2021 – Valientes